# Место высадки Раффлза
Ме́сто вы́садки Ра́ффлза — туристическая достопримечательность Сингапура, традиционно считающаяся местом, в котором 29 января 1819 года впервые на территории современного Сингапура высадился его основатель сэр Стэмфорд Раффлз. Оно расположено в Деловом центре в Центральном районе Сингапура.

## История
29 января 1819 года Стэмфорд Раффлз с небольшой исследовательской экспедицией, совершая плавание от Пинанга вниз по Малаккскому проливу, высадился в этой точке современного Сингапура во время своего первого здесь появления, продолжавшегося 10 дней. В это время в устье реки Сингапур обитали «оранг лаут» («люди моря»), подчинившиеся Джохорскому султанату. 6 февраля Раффлз подписал первый договор с правителем Джохора.
Над местом высадки возвышается статуя Стэмфорда Раффлза, расположенная на северном берегу реки Сингапур.
Современная мраморная статуя 1972 года является копией бронзового оригинала работы Томаса Вулнера, торжественно установленного на Паданге в 1887 году, а ныне помещённого перед театрально-концертным залом Виктория.

## Памятная надпись
Мемориальная доска, установленная на месте высадки, гласит:

На этом историческом месте сэр Томас Стэмфорд Раффлз впервые высадился в Сингапуре 28 января 1819 года и с гениальностью и проницательностью изменил судьбу Сингапура, превратив его из незначительной рыбацкой деревни в большой морской порт и современный мегаполис.
Оригинальный текст (англ.)On this historic site, Sir Thomas Stamford Raffles first landed in Singapore on 28th January 1819, and with genius and perception changed the destiny of Singapore from an obscure fishing village to a great seaport and modern metropolis.